# Кулишер, Евгений Михайлович
Евгений Михайлович Кулишер (1881, Киев, Российская империя — 2 апреля 1956, Вашингтон, округ Колумбия, США) — американский юрист, социолог, специалист по демографии, миграции населения и трудовым ресурсам, эксперт по России.
Е. Кулишеру принадлежит термин «перемещённые лица» («displaced person»), который лёг в основу понятия «беженец», закреплённого в Уставе УВКБ ООН и Конвенции 1951 года о статусе беженцев.
Исследователь Холокоста. Одним из первых стал заниматься документированием лиц, погибших во время Холокоста, а также последующего переселения миллионов европейцев после Второй мировой войны.

## Биография
Сын известного русского историка, публициста М. И. Кулишера. Брат экономиста И. М. Кулишера и юриста А. М. Кулишера.
В 1899 окончил Гимназию Святой Анны в Петербурге. До 1906 года изучал право на юридическом факультете Петербургского университета. Был оставлен при университете по кафедре уголовного права. В 1907 в ходе заграничной командировки изучал проблемы алкоголизма с точки зрения уголовного права. В своих трудах касался вопросов еврейского права. Позже, прочёл по этому вопросу ряд докладов (в том числе, «Евреи и алкоголь»), напечатанных в трудах VIII Congrès pénitentiaire international (на франц. языке), Русской группы международного союза криминалистов и др. Некоторые его статьи появились в «Русской Мысли», «Праве», «Журнале Министерства юстиции» и др. С 1910 — член комитета международного союза криминалистов. 
Состоял в Конституционно-демократической партии. Покинул Петроград в апреле 1918 и провёл два года в Киеве, где стал профессором университета. В период Гражданской войны был противником большевизма, принял участие в создании Еврейского комитета содействия возрождению России — организации, подчеркнуто декларировавшей лояльность к Добровольческой армии. 
С 1921 — в Германии, читал лекции по русскому праву в Берлинском университете. После распада Веймарской республики и прихода к власти нацистов в 1933 бежал из Германии в Данию. С 1936 года жил в Париже во Франции. В 1941 году «нелегально пересёк демаркационную линию между оккупированными и незанятыми фашистами территориями Франции» и отправился в Соединенные Штаты; его брат Александр, «при пересечении демаркационной линии, был задержан жандармерией Петена и умер в нацистском концлагере Гюрс».
В США работал консультантом, сотрудником Международной организации труда, в Управлении стратегических служб, Бюро переписи населения США, в Министерстве армии США и Библиотеки Конгресса США.

## Научный вклад
В 1932 году опубликовал написанную вместе с братом Александром книгу «Kriegs- und Wanderzüge. Weltgeschichte als Völkerbewegung» («Войны и миграции. Всемирная история как движение народов»), которая стала важным вкладом в мировую миграциологию. В книге впервые полностью представлена теория миграции, начало которой задолго до того положил их отец, посвятивший изучению этой темы более сорока лет. Теория отца и накопленные им обширные материалы легли в основу книги братьев Кулишеров, которые обогатили исследование использованием многочисленных источников, появившихся после смерти их отца. Материалы книги широко использовал Фернан Бродель в своём труде «Материальная цивилизация, экономика и капитализм», где они служат основой для описания миграций в Евразии в XIV-XVIII веках. По ним Бродель подготовил две карты для своей фундаментальной работы.

## Избранные труды
- Психология свидетельских показаний и судебное следствие («Вестник Права», 1904).
- Untersuchungen über das primitive Strafrecht" (в XVI и XVII тт. «Zeitschrift f. vergleich. Rechtswissenschaft» за 1903 и 1904 гг.), заключающее в себе применение теории «дуализма этики» к уголовному праву разных народов, в том числе и евреев.
- Das Zeugnis von Hörensagen (в «Grünhuts Zeitschrift f. priv. u. öff. Recht», 1906 г.).
- Судебное преследование должностных лиц (Москва, 1906)
- Городская и земская полиция в некоторых западно-европейских государствах (СПб., 1909).
- Kriegs- und Wanderzüge. Weltgeschichte als Völkerbewegung. Berlin/Leipzig 1932. В соавторстве с Александром Кулишером.
- The Displacement of Population in Europe. Montreal 1943.
- Europe on the Move: War and Population Changes, 1917—1947. New York 1948.
- Население и военные потери СССР // Новое русское слово.— Нью-Йорк, 1947.— 25 декабря (№ 13027).— С. 2.
- Военные потери СССР и заключённые в лагерях // Новое русское слово.— Нью-Йорк, 1948.— 27 октября (№ 13333).— С. 2.